# Neuraminidază

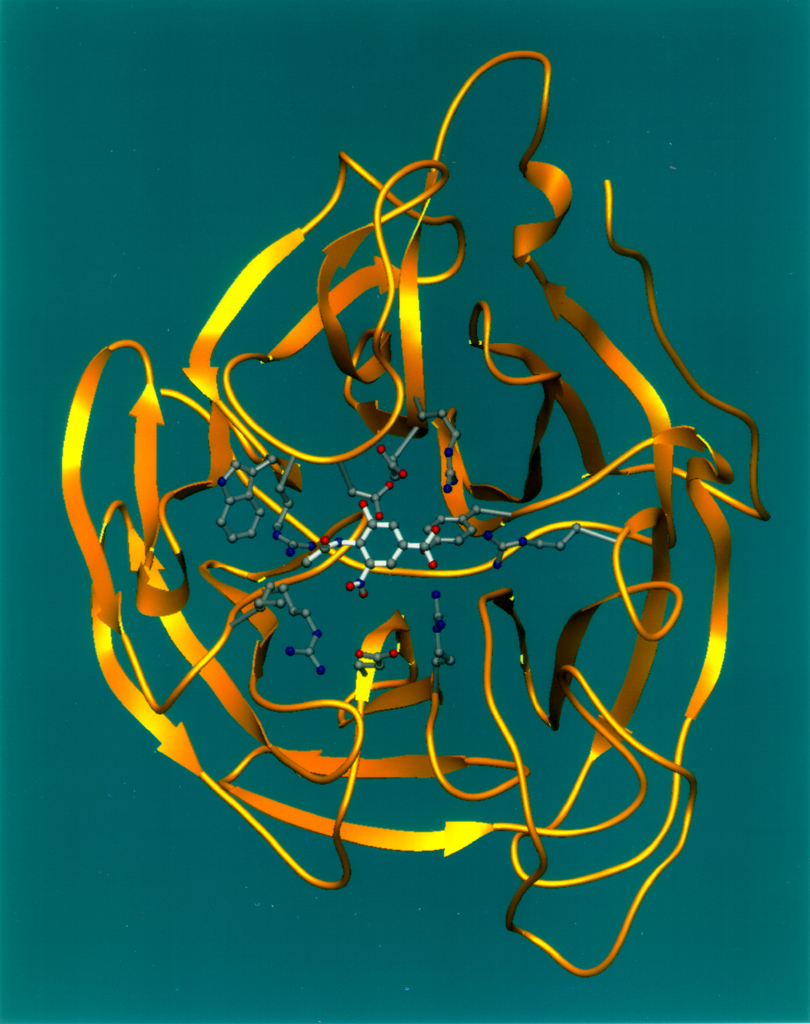
structura cristalografică a neuraminidazei gripale AN 9 şi a complexului format de aceasta cu inhibitorul acid 2-deoxi-2,3-dehidro-N-acetil neuraminic (DANA)

Neuraminidaza virală este o enzimă aflată pe suprafața virusurilor gripale, cu rolul de a elibera virusul din celula gazdă. Blocarea acesteia se face prin intermediul inhibitorilor de neuraminidază, clasă de medicamente utilizate în tratarea gripei.